# 로베르트 미헬스

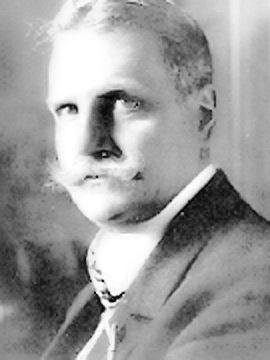

로베르트 미헬스(독일어: Robert Michels, 1876년 1월 9일 ~ 1936년 3월 3일)는 독일의 정치학자, 사회학자이다.

## 과두제의 철칙(Iron Law of Oligarchy)
미헬스는 그의 저서 정당론(Political Parties)에서 독일 사민당의 당내 조직에 대한 경험적 연구를 바탕으로 "원칙이 민주적인 조직이라도, 불가피하게 과두제로 조직된다"고 주장하였다.
정교한 기술적 전문성이 필요하거나, 군대와 같은 내재한 자연적 조직이라도 과두제로 이행하게 되는 열쇠라고 설명한다. 과두제는 보수화, 영속화하려는 경향이 있으며, 일반적 윤리 원칙의 사용, 과두제 성원들의 무관심과 내재적 복종심, 재정적 독립, 대중으로부터 새로운 개인과 이념을 흡수·동화시킬 수 있는 능력에 의해 유지된다고 주장하였다. 또한 조직된 사회구조는 엘리트에 의한 지배를 안정화하기 때문에 현대 사회에서 관료제는 필수가 된다고 주장하였다.
이를 바탕으로 모든 조직은 관료화, 집중화의 과정을 통해 과두제로 귀결된다는 과두제의 철칙(Iron Law of Oligarchy)을 주장하였다.

“선출된 자가 선출한 자들을 지배하고, 위임받은 자가 위임한 자들을 지배하며, 대의원이 유권자들을 지배한다. 다양한 형태의 민주주의의 품안에서 과두정이 발전하는 것은, 사회주의 조직이건 아나키즘 조직이건 조직에는 필연적으로 나타나는 유기적 경향이다.“

## 비판
- 역사의 발전에 따라 생산력 발달과 교육의 평등을 통해 과두제는 소멸된다. - 부하린

- 독일 사민당의 특수성을 일반화한 오류이다. - 뒤베르제, 노이만

- 엘리트간 경쟁을 통한 민주주의의 실현 가능성을 무시했다. - 베버, 슘페터

- 시대적 한계로 인해 대중매체의 강력한 영향력을 예측하지 못했다.

- 베버적 관료제의 철창과 미시적 분석에 얽매였다.

## 참조
1. ↑  원제:《Zur Soziologie des Parteiwesens in der modernen Demokratie: Untersuchungen über die oligarchischen Tendenzen des Gruppenlebens》Robert Michels, 1911 (Stuttgart: Kröner).
2. ↑  Michels(2002), 391쪽.